# Berufsgrundschuljahr
Das Berufsgrundschuljahr ist ein einjähriges Vollzeitschuljahr. Voraussetzung für den Besuch des Berufgrundschuljahres ist der Hauptschulabschluss oder der Abschluss der Vorklasse zum Berufsgrundschuljahr bzw. Abschluss einer Förderschule.
Es werden Grundkenntnisse eines  bestimmten Berufsfeldes unterrichtet. Mögliche Berufsfelder sind:
- Wirtschaft und Verwaltung
- Metalltechnik
- Elektrotechnik
- Bautechnik
- Holztechnik
- Agrarwirtschaft
- Textiltechnik und Bekleidung
- Chemie, Physik und Biologie
- Drucktechnik
- Farbtechnik und Raumgestaltung
- Körperpflege
- Gesundheit
- Erziehung und Soziales
- Ernährung und Hauswirtschaft

Außerdem wird Unterricht in berufsübergreifenden Fächern erteilt (Deutsch, Sozialkunde, Religion).
Durch den Besuch des Berufsgrundschuljahres können folgende Abschlüsse erlangt werden:
- Hauptschulabschluss nach der 10. Klasse, wenn der Schüler vor dem Besuch den Hauptschulabschluss nach der 9. Klasse erworben hatte.
- Mittlere Reife, wenn die Leistungen des Schülers in den Fächern Deutsch, Englisch und Mathematik im Durchschnitt mindestens befriedigend sind.

Des Weiteren kann bei erfolgreichem Abschluss des Berufsgrundschuljahres die Berufsausbildung um ein Jahr verkürzt werden, sofern diese im selben Berufsfeld erfolgt.